# آبشار بد برانچ
آبشار بد برانچ (به انگلیسی: Bad Branch Falls) آبشاری است که در جورجیا، ایالات متحده آمریکا واقع شده و ارتفاع کلی ریزشگاه آن است.